# Tordenc capblanc
El tordenc capblanc (Turdoides leucocephala) és un ocell de la família dels leiotríquids (Leiothrichidae).

## Hàbitat i distribució
Habita zones amb matolls espinonos a l'est del Sudan, nord-est d'Etiòpia i Eritrea.